# Ландшафтная экология
Ландша́фтная эколо́гия — отрасль науки, раздел экологии и географии, который изучает пространственное разнообразие и элементы ландшафта (например поля, живые изгороди, группы деревьев, реки или города) и то, как их расположение воздействует на распределение и поток энергии, и индивидуумов в окружающей среде (который, в свою очередь, может непосредственно повлиять на распределение элементов).

## Этимология
Ландшафтная экология обычно имеет дело с прикладными и целостными проблемами. Термин ландшафтная экология был предложен Карлом Троллем, немецким географом в 1939 году. Он разрабатывал эту терминологию и множество ранних понятий ландшафтной экологии как часть его ранней работы, изучающей взаимодействия между окружающей средой и растительностью.
Центральная теория ландшафтной экологии происходит от «Теории островной биогеографии» Макартура и Уилсона. Эта работа рассматривала совокупность флоры и фауны на островах как результат колонизации от континентальной опоры и стохастического вымирания.
Понятия островной биогеографии были обобщены от физических островов к абстрактным участкам естественной среды обитания модели метапопуляции Левина. Это обобщение ускорило развитие ландшафтной экологии, обеспечив сохранение биоразнообразия — нового инструмента оценки влияния фрагментации естественной среды обитания на жизнедеятельность популяций. Недавний рост ландшафтной экологии связан с развитием технологии географических информационных систем (ГИС) и наличия широкомасштабных данных об естественной среде (например, спутниковые фотографии).
По другому определению, Ландшафтная экология — раздел экологии, посвященный причинам и следствиям пространственной разнородности (Форман, 1995).
Разнородность — критерий того, как части ландшафта отличаются друг от друга. Ландшафтная экология следит, как геопространственная структура влияет на изобилие организмов ландшафтного уровня, а также за поведением и функционирования ландшафта в целом. Это включает изучение образца, или внутреннего порядка ландшафта, в процессе, или непрерывном действии функционирования организмов (Тернер 1989).
Ландшафтная экология также использует геоморфологию, как приложение к модели и архитектуре ландшафтов (Эллаби, 1998).